# Stiglmaierplatz metróállomás
A Stiglmaierplatz egy metróállomás Németországban, a bajor fővárosban, Münchenben a müncheni metró U1-es és U7-es vonalán.

## Metróvonalak
Az állomást az alábbi metróvonalak érintik:
- U1
- U7

## Kapcsolódó állomások
A metróállomáshoz az alábbi állomások vannak a legközelebb:
- Maillingerstraße (Olympia-Einkaufszentrum, U1)
- Hauptbahnhof (Mangfallplatz, U1)
- Hauptbahnhof (Neuperlach Zentrum, U7)
- Maillingerstraße (Olympia-Einkaufszentrum, U7)

## Útvonal
| Vonal | Állomások |
| ----- | --- |
| U1    | Olympia-Einkaufszentrum – Georg-Brauchle-Ring – Westfriedhof – Gern – Rotkreuzplatz – Maillingerstraße – Stiglmaierplatz – Hauptbahnhof – Sendlinger Tor – Fraunhoferstraße – Kolumbusplatz – Candidplatz – Wettersteinplatz – St.-Quirin-Platz – Mangfallplatz                                                                     |
| U7    | Olympia-Einkaufszentrum – Georg-Brauchle-Ring – Westfriedhof – Gern – Rotkreuzplatz – Maillingerstraße – Stiglmaierplatz – Hauptbahnhof – Sendlinger Tor – Fraunhoferstraße – Kolumbusplatz – Silberhornstraße – Untersbergstraße – Giesing – Karl-Preis-Platz – Innsbrucker Ring – Michaelibad – Quiddestraße – Neuperlach Zentrum |

## Átszállási kapcsolatok
| U1 (Olympia-Einkaufszentrum ↔ Mangfallplatz) |                        |
| U7 (Westfriedhof ↔ Neuperlach Zentrum)       |                        |
| Állomás                                      | Átszállási kapcsolatok |
| Stiglmaierplatz                              | ,                      |